# ヴァージン・ブレイド
『ヴァージン・ブレイド』（Joan of Arc）は、ジャンヌ・ダルクを題材にした1999年のカナダのテレビ映画で、日本では『ヴァージン・ブレイド ジャンヌ・ダルクの真実』の邦題でビデオ化された。低予算のテレビ映画だが優れた脚本と人物描写により全米映画評他全24部門ノミネートを果たした。2002年にはNHKで『ジャンヌ・ダルク』の邦題でテレビ放送もされている。

## あらすじ
魔術師マーリンによる「フランスを救う乙女が現れる」という予言があった。中世ヨーロッパ15世紀百年戦争真っ只中のフランス。イギリスからの侵略者は平和な田舎のドンレミ村までも襲撃する。イギリス兵の恐怖に晒されながらも信心深いジャンヌ・ダルク（ジャネット）は幼馴染の少年エーミールや家族と共に平和に過ごしていたが、ある日傭兵崩れのブルゴーニュ兵による襲撃により村は破壊されエーミールも失ってしまう。 
その悲しみの中、聖カトリーヌからのお告げを受けたジャンヌはフランスを救い運命を変えるべく守備隊長ロベールの元に旅立って行く。

## 登場人物
ジャンヌ（ジャネット）・ダルク：リーリー・ソビエスキー
本作の主人公でメインヒロイン。ラピュセルの乙女。
ジャン：チャド・ウィレット
ジャンヌの護衛を務める騎士の中の騎士。
イザベル・ダルク：ジャクリーン・ビセット
ジャンヌの母親。
ジャック・ダルク：パワーズ・ブース
ジャンヌの父親。
バベット：オリンピア・デュカキス
ジャンヌの世話を務める老婆。
シャルル7世：ニール・パトリック・ハリス
戴冠式を行いフランス国王となる。

## キャスト
| 役名                         | 俳優                       | 日本語吹替 | 日本語吹替 |
| 役名                         | 俳優                       | NHK-BS2版  |            |
| ---------------------------- | -------------------------- | ---------- | ---------- |
| ジャンヌ・ダルク             | リーリー・ソビエスキー     | 小川範子   |            |
| コーション司教               | ピーター・オトゥール       | 川辺久造   |            |
| 城主の母                     | シャーリー・マクレーン     | 小沢寿美恵 |            |
| イザベル・ダルク             | ジャクリーン・ビセット     | 野村須磨子 |            |
| ジャック・ダルク             | パワーズ・ブース           | 佐々木勝彦 |            |
| シャルル7世                  | ニール・パトリック・ハリス | 咲野俊介   |            |
| ロベール・ド・ボードリクール | モーリー・チェイキン       |            |            |
| バベット                     | オリンピア・デュカキス     | 太田淑子   |            |
| ベッドフォード公             | ジョナサン・ハイド         |            |            |
| モネ神父                     | ロバート・ロッジア         | 北村弘一   |            |
| ジャン・ル・メートル         | マクシミリアン・シェル     |            |            |
| ラ・イール                   | ピーター・ストラウス       | 菅生隆之   |            |
| ジャン                       | チャド・ウィレット         | 大滝寛     |            |
| レイモンド                   | マット・ホフマン           |            |            |
| ベルトラン                   | クリフ・ソーンダース       | 天田益男   |            |

- NHK-BS2版：2002年11月8日（20：00 ～ 23：15） ※前編・後編に分けて連続放送。
  - 放送時のタイトルは原題（Joan of Arc）に基づき『ジャンヌ・ダルク』。

## スタッフ
- 監督：クリスチャン・デュゲイ
- 製作：ピーター・ブレイ
- 脚本：マイケル・アレクサンダー・ミラー、ロナルド・パーカー